# Maria de Sant Domènec
Maria de Sant Domènec o Beata De Piedrahita (1480/86, Aldeanueva de Santa Cruz, Àvila - † 1524) fou una mística i religiosa espanyola dominica de gran influència en la monarquia hispànica durant el segle xvi. Llavors es deia beata a certes dones pietoses que vivien allunyades del món i que sovint gaudien d'una aurèola de santedat.

## Biografia
Camperola visionària, filla de llauradors devots, des de jove mostrà signes de pietat inusuals, començant així una vida de caritat i de dures penitències. Entre el 1502 i el 1504, ja adolescent, prengué l'hàbit de terciària dominica i el nom de Sor Maria de Sant Domènec, convertint-se, per tant, en beata. Romangué durant un curt període al convent dominic de Piedrahita, poc després es traslladà al beateri de Santa Caterina a Àvila, on visqué fins que el 1507 l'abandonà per «discrepàncies amb les monges o, segons al·legaren després ella i els seus defensors, per la persecució de la qual era objecte», després es traslladà al convent de Sant Tomàs d'Àvila, essent ja famosa per les seves experiències místiques. Tenia una personalitat carismàtica i assegurà haver tingut diverses aparicions de la Mare de Déu i del Salvador. Afirmà que Crist era amb ella, que ella era Crist, que ella era la núvia de Crist, afirmacions paral·leles a les que feu Santa Teresa. Durant hores romania en èxtasi místic, sense moure's. Els seus braços i cames, rígidament estesos, es fonien als braços de la divinitat. Malgrat no tenir una formació acadèmica, se la considerava al mateix nivell que els més reputats teòlegs de l'època; la seva llum sobrenatural compensava la seva manca de formació. A Àvila, el provincial dels dominics, Diego Magdaleno, l'envià a Toledo el 1507 a inspeccionar les cases de l'orde i a iniciar-hi reformes ascètiques, mesura que topà per la seva incorrecció a l'historiador dominic Beltrán, el 1939. A Ferran el Catòlic li arribaren notícies dels seus fets i la cridà a la cort a Burgos, on la beata romangué del 1507 al 1508, impressionant el rei i la cort. A la cort conegué també el Cardenal Cisneros. D'altra banda, la beata escandalitzà i desconcertà molts dels seus contemporanis, que l'acusaren de propagar fraus i d'egolatria. Qualificaren els seus èxtasis de conductes lascives. Alguns teòlegs, entre ells Tomás Cayetano, sospitaven que el diable la inspirava, i no pas la divinitat. Cayetano, general dels dominics, limità les seves visites als frares de l'orde, qui reclamaven reformes ascètiques a l'orde i tenien la beata com a portaveu. El Duc d'Alba, un palau del qual estava davant del convent dels dominics a Piedrahita, s'interessà per l'afer.

## Obres
Maria de Sant Domènec no escrigué res realment, però com tantes altres dones escriptores, emprà el dictat per transmetre les seves experiències místiques. Les obres que se'n conserven són: el Llibre de l'Oració i les Revelacions. Sobre l'escriptura d'aquestes dues obres, es desconeix qui plasmà la veu de la beata en paper, alguns investigadors apunten als seus dos grans suports: el pare Vitoria, confessor, defensor i deixeble de la terciària, i Antonio de la Peña.

### Llibre de l'Oració
Aquest llibre és un compendi de la doctrina de la terciària dominica. Com que fou compost entre el 1512 i el 1518, es desconeix el nom del compilador. Al llibre s'hi poden apreciar dues parts clarament diferenciades. La primera consta d'un pròleg, una dedicatòria al cardenal Adriano Florensz, una llarga explicació sobre els ensenyaments de la beata i una breu hagiografia, a més inclou els criteris que ha seguit el compilador per a la confecció del llibre. La segona part correspon als texts de la beata, dividits en quatre apartats: dues visions, una resposta en rapte i una correspondència espiritual.

### Revelacions
El llibre de les Revelacions fou un text que es descobrí el 1942 a la Biblioteca Capitular i Colombina a Sevilla, un manuscrit que recollia una sèrie de revelacions atribuïdes a la beata. El còdex és 83-3-16 núm. 82-2, i les revelacions apareixen a dos fulls 246r-258r. Les Revelacions formen un compendi d'ensenyaments sobre l'oració i diferents activitats espirituals. En aquest sentit són nombroses les ocasions en què Crist parla per la beata i exposa els seus ensenyaments.

### Obres pròpies
- Libro de la oración de Sor María de Santo Domingo, ed. facsímil con un estudio de José Manuel Blecua, Madrid, Hauser y Menet, 1948.
- Revelaciones, María de Santo Domingo, (ed.) Rebeca Sanmartín y María Luengo, Papers of the Medieval Hispanic Research Seminar 74, Londres, Queen Mary, University of London, 2014.